# Chang Zheng 2C
Chang Zheng 2C (chiń. 长征二号丙) – chińska rakieta nośna z rodziny rakiet Chang Zheng. Należy ona do rakiet o niskim udźwigu, więc może się równać z rakietami takimi jak europejska Vega czy Falcon 1 firmy SpaceX. CZ-2C jest wykorzystywana głównie do startów komercyjnych.

## Starty
| Data (UTC)                    | Kosmodrom | Ładunek                                          | Ocena końcowa | Komentarz |
| ----------------------------- | --------- | ------------------------------------------------ | ------------- | --------- |
| 26 listopada 1975 03:27:52    | Jiuquan   | FHW                                              | Powodzenie    | LEO       |
| 7 grudnia 1976 04:38          | Jiuquan   | FHW                                              | Powodzenie    | LEO       |
| 26 stycznia 1978 05:00        | Jiuquan   | FHW                                              | Powodzenie    | LEO       |
| 9 września 1982 07:19         | Jiuquan   | FHW                                              | Powodzenie    | LEO       |
| 19 sierpnia 1983 06:00        | Jiuquan   | FHW                                              | Powodzenie    | LEO       |
| 12 września 1984 05:44        | Jiuquan   | FHW                                              | Powodzenie    | LEO       |
| 21 października 1985 05:04    | Jiuquan   | FHW                                              | Powodzenie    | LEO       |
| 6 października 1986 05:40     | Jiuquan   | FHW                                              | Powodzenie    | LEO       |
| 5 sierpnia 1987 06:39         | Jiuquan   | FHW                                              | Powodzenie    | LEO       |
| 9 września 1987 07:15         | Jiuquan   | FHW                                              | Powodzenie    | LEO       |
| 5 sierpnia 1988 07:28:35      | Jiuquan   | FHW                                              | Powodzenie    | LEO       |
| 5 października 1990 06:14     | Jiuquan   | FHW                                              | Powodzenie    | LEO       |
| 6 października 1992 06:20:05  | Jiuquan   | Freja/FHW-2                                      | Powodzenie    | LEO       |
| 8 października 1993 08:00     | Jiuquan   | FHW                                              | Powodzenie    | LEO       |
| 1 września 1997 14:00:15      | Taiyuan   | Iridium MFS 1, Iridium MFS 2                     | Powodzenie    | LEO       |
| 8 grudnia 1997 07:16:49       | Jiuquan   | Iridium 42, Iridium 44                           | Powodzenie    | LEO       |
| 25 marca 1998 17:01:06        | Jiuquan   | Iridium 51, Iridium 61                           | Powodzenie    | LEO       |
| 2 maja 1998 09:16:53          | Jiuquan   | Iridium 69, Iridium 71                           | Powodzenie    | LEO       |
| 19 sierpnia 1998 23:01:46     | Jiuquan   | Iridium 3, Iridium 76                            | Powodzenie    | LEO       |
| 19 grudnia 1998 11:39:44      | Jiuquan   | Iridium 20A, Iridium 11A                         | Powodzenie    | LEO       |
| 11 czerwca 1999 17:15:33      | Jiuquan   | Iridium 14A, Iridium 21A                         | Powodzenie    | LEO       |
| 29 grudnia 2003 19:06:18      | Xichang   | TC-1                                             | Powodzenie    | EEO       |
| 18 kwietnia 2004 15:59:04     | Xichang   | Shiyan 1, Nano Satellite-1                       | Powodzenie    | SSO       |
| 25 lipca 2004 07:05           | Taiyuan   | TC-2                                             | Powodzenie    | LEO       |
| 29 sierpnia 2004 07:50:05     | Jiuquan   | FHW                                              | Powodzenie    | LEO       |
| 18 listopada 2004 10:45       | Xichang   | Shiyan 2                                         | Powodzenie    | LEO       |
| 2 sierpnia 2005 07:30:03      | Jiuquan   | FHW                                              | Powodzenie    | LEO       |
| 9 września 2006 07:00:04      | Taiyuan   | Shijian-8                                        | Powodzenie    | LEO       |
| 11 kwietnia 2007 03:27        | Taiyuan   | OceanSat-1B                                      | Powodzenie    | SSO       |
| 6 września 2008 03:25         | Taiyuan   | Huanjing-1A, Huanjing-1B                         | Powodzenie    | SSO       |
| 22 kwietnia 2009 02:55:04     | Taiyuan   | Yaogan 6                                         | Powodzenie    | SSO       |
| 12 listopada 2009 02:45       | Jiuquan   | SJ-11-01                                         | Powodzenie    | SSO       |
| 6 lipca 2011 04:28:04         | Jiuquan   | SJ-11-03                                         | Powodzenie    | SSO       |
| 29 lipca 2011 07:42:03        | Jiuquan   | SJ-11-02                                         | Powodzenie    | SSO       |
| 18 sierpnia 2011 09:28:03     | Jiuquan   | SJ-11-04                                         | Niepowodzenie | –         |
| 29 listopada 2011 18:50:04    | Taiyuan   | Yaogan 13                                        | Powodzenie    | SSO       |
| 14 października 2012 03:25:05 | Taiyuan   | Shi Jian 9A, Shi Jian 9B                         | Powodzenie    | SSO       |
| 18 listopada 2012 22:53:05    | Taiyuan   | Huan Jing 1C, Fengniao 1A, Xinyan-1, Fengniao 1B | Powodzenie    | SSO       |
| 15 lipca 2013 09:27:03        | Jiuquan   | Shi Jian 11-05                                   | Powodzenie    | SSO       |
| 29 października 2013 02:50    | Taiyuan   | Yaogan 18                                        | Powodzenie    | SSO       |
| 31 marca 2014 02:58           | Jiuquan   | Shi Jian 11-06                                   | Powodzenie    | SSO       |
| 28 września 2014 05:13        | Jiuquan   | Shi Jian 11-07                                   | Powodzenie    | SSO       |
| 27 października 2014 06:59:03 | Jiuquan   | Shi Jian 11-08                                   | Powodzenie    | SSO       |
| 14 listopada 2014 18:53:05    | Taiyuan   | Yaogan 23                                        | Powodzenie    | SSO       |
| 29 sierpnia 2017 04:21        | Xichang   | Yaogan 30-01 A-C                                 | Powodzenie    | LEO       |
| 24 listopada 2017 18:10       | Xichang   | Yaogan 30-02 A-C                                 | Powodzenie    | LEO       |